# Golden Bridge (Schiff)
Die Golden Bridge ist ein 1990 als Sabrina in Dienst gestelltes Fährschiff unter zypriotischer Flagge, das seit Januar 2022 in Charter für die italienische Reederei Grandi Navi Veloci im Einsatz steht.

## Geschichte
Die Sabrina entstand unter der Baunummer 330 in der Werft von Kanda Zōzensho in Kure und lief am 13. Dezember 1989 vom Stapel. Nach ihrer Ablieferung an die in Tokio ansässige Reederei Kinkai Yusen nahm sie am 17. Mai 1990 den Fährdienst von Tokio nach Kushiro-shi auf. Ihr Schwesterschiff war die ebenfalls 1990 in Dienst gestellte, 2020 abgewrackte Blue Zephyr.
Nach zehn Jahren Dienstzeit auf dieser Strecke wurde die Sabrina im April 2000 an die in Panama ansässige Reederei Weidong Ferry verkauft und in New Golden Bridge II umbenannt und fortan im Fährbetrieb zwischen dem südkoreanischen Incheon und dem chinesischen Weihai eingesetzt.
Im November 2018 übernahm die in Limassol ansässige Reederei Galaxy Seaways das Schiff, überführte es unter dem Namen Golden Bridge nach Griechenland und ließ es in Perama für den weiteren Dienst im Mittelmeer umbauen. 2019 wurde die Golden Bridge zunächst an FRS Iberia verchartert und bis Januar 2020 auf der Motril-Melilla-Route eingesetzt. Nach mehreren Monaten Liegezeit in Katakolo nahm sie im Juli 2020 den Dienst von Igoumenitsa nach Korfu und Brindisi auf.
Seit Januar 2022 fährt die Golden Bridge unter Charter der italienischen Reederei Grandi Navi Veloci. Sie wird hierbei von Barcelona aus nach Almería eingesetzt, bediente zwischenzeitlich aber auch den Fährverkehr zu den Balearen.